# Недзьведзь (Вомбжезький повіт)
Недзьведзь (пол. Niedźwiedź) — село в Польщі, у гміні Дембова-Лонка Вомбжезького повіту Куявсько-Поморського воєводства.
Населення — 419 осіб (2011).
У 1975-1998 роках село належало до Торунського воєводства.

## Демографія
Демографічна структура станом на 31 березня 2011 року:
|          | Загалом | Допрацездатний вік | Працездатний вік | Постпрацездатний вік |
| -------- | ------- | ------------------ | ---------------- | -------------------- |
| Чоловіки | 208     | 53                 | 137              | 18                   |
| Жінки    | 211     | 56                 | 114              | 41                   |
| Разом    | 419     | 109                | 251              | 59                   |